# 吕瑞英
吕瑞英（1932年2月4日—），上海人，中国越剧表演艺术家，一级演员。

## 生平
1932年2月4日出生于上海。
1951年夏，进入华东戏曲研究院越剧实验剧团。1953年，参与拍摄中国大陆第一部国产彩色电影《梁山伯与祝英台》，饰演银心。
1985年，任上海越剧院院长。

## 艺术成就
吕瑞英擅长越剧旦角，师承袁雪芬而别具特色，音色甜美，有「吕派」之称。代表作有《三看御妹》中的刘金定、《穆桂英挂帅》中的穆桂英、《金山战鼓》中的梁红玉、《九斤姑娘》中的张九斤等。学生有沈于兰、吴素英、赵海英、孙智君、张咏梅、陈辉玲、陶慧敏等。